# 1955 en football canadien
Chronologie
Saison précédente Saison suivante
1955 est la 72e saison depuis la fondation de la Canadian Rugby Football Union en 1884.

## Événements
Aux assises annuelles de la Canadian Rugby Union en mars, l'Ontario Rugby Football Union (ORFU) est exclue de la compétition pour la coupe Grey. Ses équipes n'étaient de toute façon plus du même calibre que celles de l'IRFU ou de la WIFU depuis plusieurs années.
L'IRFU ramène son nombre de matchs réguliers de 14 à 12. Le format de ses éliminatoires devient un seul match pour la demi-finale, entre les équipes classées deuxième et troisième, et un seul match pour la finale. 
Pour la première fois, le match de la coupe Grey est joué dans l'Ouest canadien. Vancouver est la ville-hôtesse, et le match est joué au tout récent stade de l'Empire. Le match a été télédiffusé en direct jusque dans l'Est du pays, une première canadienne.
Une nouvelle catégorie du trophée Schenley est créée pour honorer le meilleur joueur de ligne du football canadien.

## Classements
| Clt   | Équipe                 | PJ | V | D | N | BP  | BC  | Pts |
| ----- | ---------------------- | -- | - | - | - | --- | --- | --- |
| +001, | Alouettes de Montréal  | 12 | 9 | 3 | 0 | 388 | 214 | 18  |
| +002, | Tiger-Cats de Hamilton | 12 | 8 | 4 | 0 | 271 | 193 | 16  |
| +003, | Argonauts de Toronto   | 12 | 4 | 8 | 0 | 239 | 328 | 8   |
| +004, | Rough Riders d'Ottawa  | 12 | 3 | 9 | 0 | 174 | 337 | 6   |

| Clt   | Équipe                           | PJ | V  | D  | N | BP  | BC  | Pts |
| ----- | -------------------------------- | -- | -- | -- | - | --- | --- | --- |
| +001, | Eskimos d'Edmonton               | 16 | 14 | 2  | 0 | 286 | 117 | 28  |
| +002, | Roughriders de la Saskatchewan   | 16 | 10 | 6  | 0 | 270 | 245 | 20  |
| +003, | Blue Bombers de Winnipeg         | 16 | 7  | 9  | 0 | 210 | 195 | 14  |
| +004, | Lions de la Colombie-Britannique | 16 | 5  | 11 | 0 | 211 | 330 | 10  |
| +005, | Stampeders de Calgary            | 16 | 4  | 12 | 0 | 209 | 299 | 8   |

## Séries éliminatoires

### Demi-finale de la WIFU
- 5 novembre : Blue Bombers de Winnipeg 16 - Roughriders de la Saskatchewan 7
- 7 novembre : Roughriders de la Saskatchewan 9 - Blue Bombers de Winnipeg 8

Winnipeg remporte la série 24 à 16.

### Finale de la WIFU
- 11 novembre : Eskimos d'Edmonton 29 - Blue Bombers de Winnipeg 6
- 16 novembre : Blue Bombers de Winnipeg 6 - Eskimos d'Edmonton 26

Edmonton gagne la série au meilleur de trois matchs 2 à 0 et passe au match de la coupe Grey.

### Demi-finale de la IRFU
- 12 novembre : Argonauts de Toronto 32 - Tiger-Cats de Hamilton 28

### Finale de la IRFU
- 19 novembre : Argonauts de Toronto 36 - Alouettes de Montréal 38

Montréal passe au match de la coupe Grey.

### 43ecoupe Grey
- 26 novembre : Les Eskimos d'Edmonton gagnent 34-19 contre les Alouettes de Montréal au Stade de l'Empire à Vancouver (Colombie-Britannique).

## Honneurs individuels
- Trophée Schenley du meilleur joueur : Pat Abbruzzi (demi), Alouettes de Montréal
- Trophée Schenley du meilleur joueur de ligne : Tex Coulter (BL/B), Alouettes de Montréal[7]
- Trophée Schenley du meilleur Canadien : Normie Kwong (demi), Eskimos d'Edmonton
- Trophée Jeff-Russel (courage, habileté, jeu propre et esprit sportif dans l'IRFU) : Avatus Stone (DD), Rough Riders d'Ottawa